# Nickel Mines
Nickel Mines est un hameau dans le canton de Bart du comté de Lancaster en Pennsylvanie. À la fin du XIXe siècle, il s'y trouvait une grande mine de nickel dont 4,5 millions de livres furent extraites par année. 
Une église épiscopalienne fut construite en 1857 pour servir la nouvelle communauté. Après la fermeture de la mine en 1893, en raison de l'ouverture de nouvelles mines à Sudbury, la zone est devenue complètement agricole.
En 2006, un homme armé pénètre dans une école amish, tue cinq jeunes filles avant de mettre fin à ses jours. Cet évènement fait l'actualité nationale et internationale.